# 天主教拉羅謝爾教區
天主教拉羅謝爾教區（拉丁語：Dioecesis Rupellensis-Santonensis）是法國一個羅馬天主教教區，屬普瓦捷總教區。 
教區的前身是邁勒澤教區，於1317年8月13日成立，1648年5月4日教座遷至拉羅謝爾並易名至今。1852年1月22日加銜桑特。2018年3月1日位於大西洋西岸的天主教聖皮埃爾和密克隆群島宗座代牧區被撤銷，併入此教區。
教區位於濱海夏朗德省，2010年有教友380,000人（佔轄區總人口68.2%）、五十五個堂區、154名司鐸。現任教區主教為巴爾納鐸·烏塞。